# Eleccions al Parlament Escocès de 2003
Les Eleccions al Parlament escocès de 2003 se celebraren l'1 de maig de 2003, i foren les segones que se celebraren des de la seva constitució el 1999. S'hi van imposar els laboristes escocesos de Jack McDonnell, sobre el SNP de John Swinney i es produí un augment de partits radicals petits.
| ← Eleccions de 1999Resultats al Parlament Escocès del 2003 →Eleccions de 2007 |                    |      |        |                |      |        |               |
| Partit                                                                        | Vots Constituència | %    | Escons | Vots Regionals | %    | Escons | Escons totals |
| Partit Laborista Escocès                                                      | 659.879            | 34,6 | 46     | 561.379        | 29,3 | 4      | 50            |
| Partit Nacional Escocès                                                       | 449.476            | 23,8 | 9      | 399.659        | 20,9 | 18     | 27            |
| Partit Conservador Escocès                                                    | 312.598            | 16,6 | 3      | 296.929        | 15,5 | 15     | 18            |
| Liberal Demòcrates Escocesos                                                  | 286.150            | 15,3 | 13     | 225.774        | 11,8 | 4      | 17            |
| Partit Verd Escocès                                                           | -                  | -    | -      | 132.138        | 6,9  | 7      | 7             |
| Partit Socialista Escocès                                                     | 117.709            | 6,2  | -      | 128.026        | 6,7  | 6      | 6             |
| Altres                                                                        | 65.523             | 3,4  | 2      | 171.951        | 8,9  | 2      | 4             |
| Total                                                                         | 1.891.335          |      | 73     | 1.915.856      |      | 56     | 129           |